# Pie-poundal
El pie-poundal (símbolo: ft-pdl) es una unidad de energía que forma parte del sistema de unidades pie-libra-segundo, en unidades imperiales introducidas en 1879, y proviene del subsistema especializado de English Absolut (un sistema coherente).
El pie-poundal es igual al 1/32.174049  del pie-libra fuerza, más comúnmente utilizada.

## Conversiones
- 0.031081 ft•lbf
- 0.0421401100938048 J (exactamente).
- 421401.100938048 erg (exactamente)
- 0.0004 BTUIT
- 0.010065 calIT o 0.000 010 65 "caloría alimentaria" (kcal o Cal)
- 0.37297 pulgada-libra fuerza (in•lbf)
- 5.96752 pulgada-onza fuerza (in•ozf)